# Bistum Cahors
Das Bistum Cahors (lat.: Dioecesis Cadurcensis) ist eine römisch-katholische Diözese im Département Lot, Frankreich.
Der berühmte Wallfahrtsort Rocamadour gehört zur Diözese Cahors.

## Geschichte
Das Bistum Cahors wurde im 3. Jahrhundert errichtet und dem Erzbistum Bourges als Suffragan unterstellt. Am 11. Juli 1317 gab das Bistum Cahors Teile seines Territoriums zur Gründung des Bistums Montauban ab. Das Bistum Cahors wurde am 3. Oktober 1678 dem Erzbistum Albi als Suffraganbistum unterstellt. Am 29. November 1801 wurden dem Bistum Cahors Teile der Gebiete der Bistümer Rodez und Vabres angegliedert. Das Bistum Cahors gab am 6. Oktober 1822 Teile seines Territoriums zur Wiedererrichtung des Bistums Rodez ab. Am 16. Dezember 2002 wurde das Bistum Cahors dem Erzbistum Toulouse als Suffraganbistum unterstellt.
Papst Johannes XXII. stammte aus Cahors.

## Weblinks

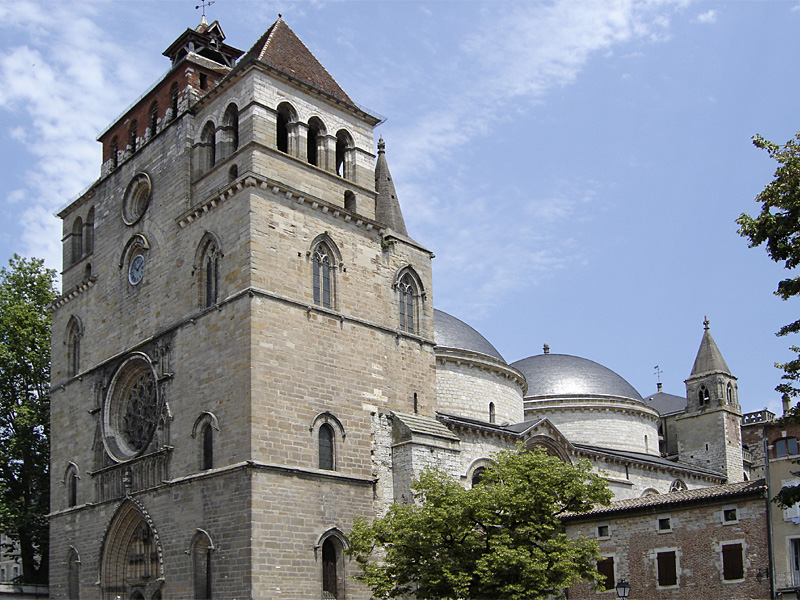
Kathedrale Saint-Étienne in Cahors